# Eupithecia macreus
Eupithecia macreus är en fjärilsart som beskrevs av William Schaus 1913. Eupithecia macreus ingår i släktet Eupithecia och familjen mätare. Inga underarter finns listade i Catalogue of Life.